# Liste der Bodendenkmale in Westensee
In der Liste der Bodendenkmale in Westensee sind die Bodendenkmale der Gemeinde Westensee nach dem Stand der Bodendenkmalliste des Archäologischen Landesamts Schleswig-Holstein von 2016 aufgelistet. Die Baudenkmale sind in der Liste der Kulturdenkmale in Westensee aufgeführt.
| Denkmal-ID           | Befundart               | Bezeichnung                             | Zeitstellung                 | Lage | Bemerkungen | Bild |
| -------------------- | ----------------------- | --------------------------------------- | ---------------------------- | ---- | ----------- | ---- |
| aKD-ALSH-Nr. 003 278 | Grabmal > Großsteingrab | Steinkammer                             | Neolithikum                  |      |             |      |
| aKD-ALSH-Nr. 003 279 | Grabmal > Großsteingrab | Steinkammer                             | Neolithikum                  |      |             |      |
| aKD-ALSH-Nr. 003 280 | Grabmal > Großsteingrab | Steinkammer                             | Neolithikum                  |      |             |      |
| aKD-ALSH-Nr. 003 281 | Grabmal > Großsteingrab | Steinkammer                             | Neolithikum                  |      |             |      |
| aKD-ALSH-Nr. 003 282 | Grabmal > Langbett      | Langbett/Steinreihe                     | Neolithikum                  |      |             |      |
| aKD-ALSH-Nr. 003 283 | Grabmal > Grabhügel     | Grabhügel                               | Vor- und/oder Frühgeschichte |      |             |      |
| aKD-ALSH-Nr. 003 284 | Grabmal > Grabhügel     | Grabhügel                               | Vor- und/oder Frühgeschichte |      |             |      |
| aKD-ALSH-Nr. 003 285 | Grabmal > Grabhügel     | Grabhügel                               | Vor- und/oder Frühgeschichte |      |             |      |
| aKD-ALSH-Nr. 003 286 | Grabmal > Grabhügel     | Grabhügel                               | Vor- und/oder Frühgeschichte |      |             |      |
| aKD-ALSH-Nr. 003 287 | Grabmal > Grabhügel     | Grabhügel                               | Vor- und/oder Frühgeschichte |      |             |      |
| aKD-ALSH-Nr. 003 288 | Grabmal > Grabhügel     | Grabhügel                               | Vor- und/oder Frühgeschichte |      |             |      |
| aKD-ALSH-Nr. 003 289 | Grabmal > Grabhügel     | Grabhügel                               | Vor- und/oder Frühgeschichte |      |             |      |
| aKD-ALSH-Nr. 003 290 | Grabmal > Grabhügel     | Grabhügel                               | Vor- und/oder Frühgeschichte |      |             |      |
| aKD-ALSH-Nr. 003 291 | Grabmal > Grabhügel     | Grabhügel                               | Vor- und/oder Frühgeschichte |      |             |      |
| aKD-ALSH-Nr. 003 298 | Grabmal > Grabhügel     | Grabhügel                               | Vor- und/oder Frühgeschichte |      |             |      |
| aKD-ALSH-Nr. 003 300 | Befestigung > Burg      | Burg/Motte/Ringwall/Turmhügel „Hohburg“ | Mittelalter                  |      |             |      |
| aKD-ALSH-Nr. 003 577 | Grabmal > Großsteingrab | Steinkammer                             | Neolithikum                  |      |             |      |